# Biblioteca nazionale del Vietnam
La Biblioteca nazionale del Vietnam (Thư viện Quốc gia Việt Nam in vietnamita) è la biblioteca nazionale del Vietnam. Si trova ad Hanoi, la capitale, nel distretto di Hoàn Kiếm.
È stata creata con un decreto del 29 novembre 1917 durante il periodo coloniale francese come Biblioteca centrale dell'Indocina. Il primo direttore fu Paul Boudet e la biblioteca venne ufficialmente aperta al pubblico nel 1919 in rue Borgnis Debordes (ora via Trang Thi). Nel 1922 un nuovo decreto sancì l'instituzione del deposito legale, in base al quale la biblioteca doveva ricevere per legge una copia di qualsiasi materiale pubblicato in Indocina.
Venne successivamente rinominata biblioteca Pierre Pasquier il 28 febbraio 1935, mentre durante l'occupazione giapponese del 1945 il posto di direttore venne ricoperto da S. Kudo. Con la creazione del Governo Provvisorio della Repubblica democratica del Vietnam la biblioteca venne rinominata Biblioteca Nazionale il 20 ottobre 1945, mentre Ngo Dinh Nhu divenne il nuovo direttore. Nel 1946 un decreto del presidente Ho Chi Minh reiterò le disposizioni sul deposito legale per il nuovo stato. Nel febbraio 1947 cambiò nuovamente nome, diventando la biblioteca centrale di Hanoi, prima di ricevere il suo nome attuale il 21 novembre 1958.
Tra il 1996 e il 2002 la biblioteca ha intrapreso importanti lavori di ampliamento, con la ristrutturazione del fabbricato originale e la costruzione di due nuovi edifici.